# Gemütlichkeit
Gemütlichkeit, Ausspracheⓘ abgeleitet von Gemüt, ist ein subjektiv empfundener Gemütszustand des Wohlbefindens, ausgelöst durch subjektiv determinierte materielle Verstärker und/oder Situationen. Das Wort Gemütlichkeit wird auch im Englischen und im Französischen (la Gemütlichkeit) verwendet. Der Gegenbegriff ist Ungemütlichkeit. 
Gemütlichkeit kennzeichnet eine dem Menschen freundliche, warme Atmosphäre und Umgebung, in der man sich wohlfühlt. Sie ist gekennzeichnet von Ausgeglichenheit, Geborgenheit, Konfliktfreiheit und Sorglosigkeit. Sie bringt Ruhe in die Hektik. Gemütlichkeit verträgt keine Aufregung, keinen Streit, keine sich aufdrängenden Sorgen. In der Kunst kann die Darstellung von Gemütlichkeit bzw. Konfliktfreiheit kitschig wirken. 

## Etymologie
Der Begriff Gemütlichkeit bedeutete zunächst etwa „voller Gemüt“. Die Herrnhuter verwendeten den Ausdruck Anfang des 18. Jahrhunderts in ihren Schriften im Sinne von Herzlichkeit. Eine neue Bedeutung bekam er in der Biedermeierzeit; in dieser Phase wurde Gemütlichkeit zu einem Modebegriff im Sinne von Behaglichkeit, wurde von Kritikern wie Joseph Görres aber auch in Zusammenhang gebracht mit Nationalismus und Deutschtümelei. Gemütlichkeit bekam daher auch eine negative Konnotation im Sinne von Trägheit und fehlender Courage. 
Viele Intellektuelle kritisieren außerdem die Gemütlichkeit als Beispiel trügerischer Idylle. In literarischen Werken, etwa von Ödön von Horváth (Geschichten aus dem Wiener Wald) und Helmut Qualtinger (Der Herr Karl), wurde die als typisch geltende „Wiener Gemütlichkeit“ als verlogen und hinterhältig demaskiert.
Der Schriftsteller Friedrich Theodor Vischer (1807–1887) sprach in seinem zweibändigen Werk Auch Einer (geschrieben in den 1850er Jahren) abwertend von der „Vettermichelsgemütlichkeit“.
Im Dänischen und Norwegischen gibt es mit „hyggelig“ einen zum Deutschen „gemütlich“ ungefähr analogen Begriff. Im Niederländischen entspricht dem das Wort „gezellig“.

## Sonstiges
Das Trinklied Ein Prosit der Gemütlichkeit – es wird häufig auf dem Oktoberfest gespielt bzw. gesungen – hat dazu beigetragen, den Begriff international zu verbreiten.
Sehr bekannt im deutschen Sprachraum ist das Lied Probier’s mal mit Gemütlichkeit aus dem Walt-Disney-Film Das Dschungelbuch. Die Formulierung wurde zum geflügelten Wort; das Lied wurde mehrfach gecovert.
1973 verklagte ein englischer Tourist seinen Reiseveranstalter, weil seine Pauschalreise in die Schweizer Alpen unter anderem nicht die im Werbeprospekt angekündigte „Gemütlichkeit“ beinhaltet habe. In britischen Fachkreisen ist der Fall als „Jarvis v Swans Tours Ltd“ bekannt.